# Nikolaj Kovaljov
Nikolaj Anatoljevič Kovaljov (* 28. října 1986) je ruský sportovní šermíř, který se specializuje na šerm šavlí. Rusko reprezentuje od roku 2006. Na olympijských hrách startoval v roce 2008, 2012, 2016 v soutěži jednotlivců a družstev. V soutěži jednotlivců vybojoval na olympijských hrách 2012 bronzovou olympijskou medaili a s družstvem skončil na čtvrtém místě. V roce 2014 získal titul mistra světa v soutěži jednotlivců a je držitelem dvou třetích míst z mistrovství Evropy 2013 a 2015. S ruským družstvem šavlistů vybojoval čtyři tituly mistra světa (2010, 2011, 2013, 2016) a čtyři tituly mistra Evropy (2007, 2008, 2012, 2016).